# Coruche (freguesia)
Coruche is een plaats (freguesia) in de Portugese gemeente Coruche en telt 9 221 inwoners (2001).